# LL-12
La LL-12 est une autoroute urbaine qui permet d'accéder à Lleida depuis l'AP-2 en venant du sud.
D'une longueur de 5 km environ, elle relie l'AP-2 au sud de l'agglomération jusqu'au centre ville au croisement avec la pénétrante est LL-11 sur le prolongement de la N-240a.
Elle est composée de 3 échangeurs jusqu'à la LL-11.

## Tracé
- Elle se déconnecte de l'AP-2 après le passage de la gare de péage de Lleida pour pénétrer par le sud l'agglomération.
- La C-13 se déconnecte au niveau d'Albatàrrec pour contourner la ville par le sud-est.
- Elle finit sur le prolongement de la N-240a où se connecte aussi la LL-11.

## Sorties
| Numéro de la sortie | Nom de la sortie                                                   | Bifurcation |
| ------------------- | ------------------------------------------------------------------ | ----------- |
|                     | Saragosse - Madrid - Barcelone                                     | AP-2        |
|                     | Péage de Lleida                                                    |             |
| Sortie              | Flix - Tortosa                                                     | C-12        |
| Sortie              | Balaguer Tarragone N-240 Lleida Est LL-11                          | C-13        |
|                     | Gerone CV-25 Barcelone A-2 Lleida Est - Lleida-Puente de Pardinyes | LL-11       |